# Museo Olavide
El museo Olavide es un museo de reproducciones anatómicas, medicina de Madrid.

## Historia
Fue creado por el dermatólogo José Eugenio Olavide e inaugurado en 1882 en Hospital de San Juan de Dios. Al ser este derribado en 1897, fue trasladado a la zona del Retiro, donde fue ya clausurado en 1966 para la construcción del Hospital General Universitario Gregorio Marañón, siendo sus modelos mal almacenados. Al ser localizado s a partir del siglo XXI, se fueron restaurando y se puso reinaugurar el 27  de diciembre de 2016 en los sótanos de la Facultad de Medicina de la Universidad Complutense de Madrid.>